# Petrus Ullén
Petrus Martini Ullén, född 22 september 1700 i Ulvvik, Nordingrå socken, Västernorrlands län, död 22 maj 1747 i Gamla Uppsala socken, var professor i filosofi och teologi 1736–1747 vid Uppsala universitet. Han var son till bonden Mårten Martin Johansson (född 1660) och Karin Hansdotter (1661–1724) ifrån Nordingrå.

## Biografi
Ullén blev student vid Uppsala universitet 1719. Han blev filosofie magister 1729 och samma år blev han docent. År 1732 blev han adjunkt och fyra år senare professor. Han prästvigdes 1740 i Västra Hälsinge härad, samma kontrakt som hans svärfar tjänstgjorde i. Han kom att representera prästeståndet i riksdagen, där han var en av de mer framstående representanterna för mösspartiet.
Ullén var utpräglad wolffian till sin åskådning. Redan 1730 hade han som docent utgivit ett specimen Meditationes de Leibniüa principe scientia id est Metaphysica, där han förfäktar wolffianismen. Denna utvecklar han sedan i en rad latinska disputationer bland annat An principium rationis sufficientis tollat Animae libertatem och Idea mundi optimi. År 1744 var han universitetets rektor och året efter blev Ullén professor i teologi och kyrkoherde i Gamla Uppsala församling. Petrus Ullén avled i maj 1747 och blev begravd den 26 maj samma år i Agrivills grav vid högkoret i Uppsala domkyrka. 
Gift med Sara Kristina Clewberg. Hon var dotter till kontraktsprosten och riksdagsmannen Nils Clewberg (1654–1726) och hans 2:a hustru Barbara Aurivillia (av släkten Aurivillius). Tillsammans fick Ullén och Clewberg 9 barn, samtliga födda och döpta i Uppsala domkyrkoförsamling 1733–1745.
Barn:
- Katarina Ullén, född 1733-03-15. Död 1784-06-01. Gift med handelsmannen i Uleåborg Daniel Hollender (1734–1763)
- Kristina Ullén, född 1736-01-05.
- Margareta Sofia Ullén, född 1737-08-11.
- Petrus Ullén, född 1739-01-21.
- Martinus Ullén, född 1740-06-28.
- Nicolaus Ullén, född 1742-04-10.
- Barbro Ullén, född 1742-04-10.
- Hedvig Ullén, född 1743-10-17. Död 1819-12-18 på Landsberga herrgård, Biskopskulla socken, Upps. län. Gift 1764-09-13 i Rasbo socken, Upps. län med kaptenen vid Upplands regemente Adolf Fredrik von Walden (1732–1779).
- Anna Ullén, född 1745-05-07.

## Kuriosa
Läraren vid Härnösands skola, tillika högmässopredikant, Lars Dan. Offerdalin, råkade 1719 ut för gymnasieungdomens misshag, och några fönsterrutor blev utslagna hos honom. Genom hans angivelse blev gymnasisten Petrus Ullén degraderad enbart för att han i en skolpojkes skrivbok under Offerdalins fråga: Cujus vitulo arasti? skrivit: meo Proprio. Biskopen, för vilken Ullén anförde klagomål, "höll före att en kvick gosse genom sådan åtgärd skrämmes från skolan, och befallde att nämnda gymnasist måtte sättas till sitt förra rum." (Ur Hernösands stifts herdaminne, sidan 210, om Bygdeå församling.)